# Мосальский, Владимир Иванович
Не путать: Клубков-Мосальский Владимир Иванович Шаня
Князь Владимир Иванович Мосальский — воевода во времена правления Ивана Грозного, Фёдора Ивановича, Бориса Годунова, Смутное время и Михаила Фёдоровича.
Из княжеского рода Мосальские. Старший сын князя Ивана Семёновича Мосальского по прозванию "Горбатый". Имел младших братьев, князей: Дмитрия погибшего в бою с крымцами и Василия Ивановичей.

## Биография
В 1566 году принимал участие в Земском соборе, собранном царём Иваном Грозным по вопросу о продолжении войны с Польшей, в отказе польским послам в перемирии и о продолжении войны.
В 1571 году написан в числе поручителей в верности службы князя Мстиславского.
В 1592—1593 годах первый воевода в Воронеже.
В 1604 году первым встречал за Москвой английского посла и был у него приставом.
В 1610 году, вместе с другими князьями Мосальскими, получает от короля Сигизмунда грамоту на владение городом Мосальск с волостями.
В 1614 году воевода в Кашире.
Показано, что погиб в бою с крымскими татарами «убили татарова», но дата не указана.
В поколенной росписи показан бездетным.

## Критика
М. Г. Спиридов показывает князя Владимира Ивановича из княжеского рода Мосальские.
П. Н. Петров в «Истории родов русского дворянства» относит князя Владимира Ивановича Мосальского к роду князей Клубковы-Мосальские.
В поколенной росписи поданной в 1682 году в Палату родословных дел князь Владимир Иванович показан в ветви князей Мосальских.